# 音樂地理學
音樂地理學是一門文化地理學下的新興領域，主要研究樂種的空間分布、變化及擴散，音樂地理學以將音樂視為一種地景的角度切入研究音樂現象，是地理學與音樂學交集。中国的音乐地理学尚未起步，但有少数音乐学者对音乐的地域分类做了少许研究。